# Semper (Zigarettenmarke)

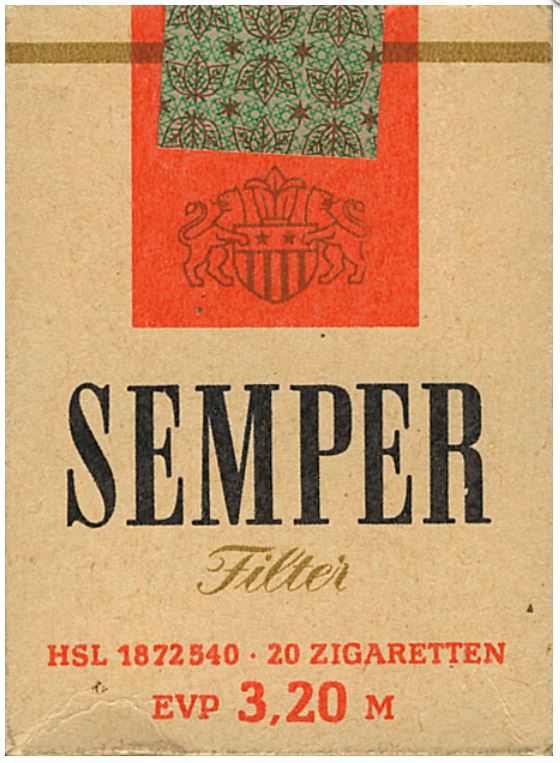
Zigarettenschachtel SEMPER

Semper war eine Zigarettenmarke des  VEB Tabak Nordhausen in der DDR.  

## Geschichte
Die gängigsten Zigarettenmarken in der DDR waren die sogenannten Dreizwanziger: Cabinet, F6 und Semper, von denen eine Schachtel à 20 Stück von 1970 bis 1990 konstant 3,20 Mark kostete. Produzent und Inhaber der Marke Semper war der VEB Tabak Nordhausen (bis 1990 Teil des Kombinats Tabak). Im Zuge der deutschen Wiedervereinigung wurde das Unternehmen von der Reemtsma Cigarettenfabriken GmbH übernommen und die Produktion der Marke Semper eingestellt.